# 스웨덴 국립 우주국

스웨덴 국립 우주국(Swedish National Space Agency, SNSA, 스웨덴어: Rymdstyrelsen)은 스웨덴 교육과학부 산하에서 운영되는 스웨덴의 정부 기관이다. SNSA는 주로 국제 협력을 통해 수행되는 스웨덴 우주 프로그램의 핵심 구성 요소로 운영되며 국내 및 다른 국가와의 협력을 통한 일련의 위성 임무를 포함한다. 또한 이 기관은 연구 개발에 정부 보조금을 분배하고 우주 및 원격탐사 분야의 연구 개발을 시작하며 국제 협력 노력에서 스웨덴 담당자 역할을 한다.
2010년대까지 연간 예산은 약 9억 Mkr(1억 유로)에 달했으며, 그 중 약 70%는 스웨덴에 중요하다고 간주되었던 유럽 우주국(ESA)이 수행하는 다양한 프로그램을 지원하는 데 사용되었다. 2018년 기준 SNSA는 총 21명의 정규직 직원으로 구성되어 있으며, 대부분은 스웨덴 스톡홀름의 솔나 지방자치단체에 있는 사무실에서 근무하고 있다. 이 조직은 2018년에 스웨덴 국립 우주 위원회(Swedish National Space Board)에서 스웨덴 국립 우주국(Swedish National Space Agency)으로 영어 이름을 변경했다.

## 같이 보기
- 유럽 우주국